# Félix Bernardelli
Atiliano Félix Bernardelli Thierry (São Pedro do Sul, 8 de octubre de 1862-Guadalajara, 18 de mayo de 1908) fue un pintor, músico y profesor brasileño. Aunque el artista tenga orígenes brasileños fue en México que él se consagró como artista, siendo uno de los nombres más relevantes para el desdoblamiento del modernismo de la región.
Bernardelli introdujo la técnica aquarela en México y mostró, por medio de la pintura, como expresar las luminosidades de la vertiente impressionista del modernismo y contribuyó para el desarrollo del muralismo mexicano, que ganó fuerza después de la Revolución Mexicana.
El artista organizaba periódicamente en la casa de su hermana, Fanny, reuniones con personalidades de los artes plásticos y literarias, entre ellos estaban los pintores como Dr. Atl, Roberto Montenegro, así como, Rafael Ponce de Leon y José María Lupercio, que inclusive fue su alumno. Bernardelli también fue uno de los fundadores del Ateneo Jalisciense, en 1903, cuya institución tenía como objetivo asociar los artistas plásticos y literarios de Guadalajara. 
Bernardelli contribuyó al desarrollo de la pintura de paisaje como género independiente, con efectos técnicos de matices claros y cromáticos.

## Biografía

### Familia

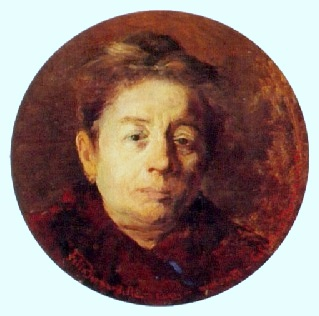
Retrato de Celestina Bernardelli

Félix Bernardelli es el hijo de una familia de artistas extranjeros. Su padre, de origen italiano, Óscar Bernardelli era violinista. Ya su madre, Celestina Thierry, fue una bailarina francesa. Ambos tuvieron parte de la educación construida en el Teatro alla Scala, localizado en la ciudad de Milán, Italia antes de recorrer a Europa y embarcar hacia Guadalajara, México, donde tuvieron dos hijos, Francisca – que Félix conoció sólo en 1886 - y Rodolfo en la década de 1850. De Guadalajara partieron a Valparaíso, Chile, donde nació otro hijo, Henrique, en 1857. Tanto el abuelo como el hermano de Félix, Rodolfo Bernardelli, eran escultores. Ya el otro hermano, Henrique Bernardelli era pintor.
En 1881, los padres de Félix fueron invitados por el emperador Dom Pedro II a trasladarse a la ciudad de Río de Janeiro para ser preceptores en las áreas de música y francés de las princesas Isabel y Leopoldina, hijas del monarca. Óscar también fue uno de los responsables de la formación de la Orquesta del Emperador Imperial.
El pintor solo conoció a su hermana mexicana a los 14 años, cuando fue por primera vez la Guadalajara. Francisca, cariñosamente llamada Fanny, y se quedó en México bajo la tutela de su padrino, el Sr. Escorza.
Diferente de los hermanos, Félix no tuvo una carrera artística brasileña consolidada. Tanto Rodolfo como Henrique Bernardelli se hicieron profesores de la Escuela Nacional de Bellos Artes (Enba) en el pasaje de Brasil Imperio para la República.

### Carrera

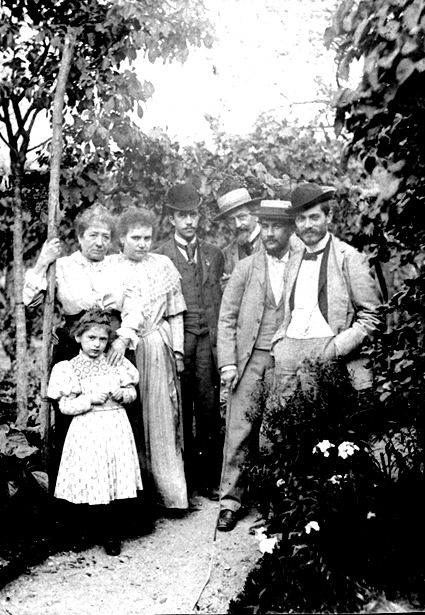
De izquierda a derecha: Angelina Agostini (hija de Angelo Agostini, entonces 5 años), madre de Bernardelli, una dama desconocida, hijo de Angelo Agostini, Angelo Agostini, Félix Bernardelli y Eliseu Visconti - París - 1893.

En 1865, viajando por la Región Sur, el Emperador D. Pedro II conoció a los hermanos Bernardelli en Porto Alegre, y los invitó a vivir y estudiar en Río de Janeiro. Así, Félix, que ya mostraba grandes inclinaciones por la pintura y la música, pudo incorporarse, a los quince años, a la Academia Imperial de Bellas Artes, así como a sus hermanos.
Tras finalizar el curso, viajó a Roma, Italia donde desarrolló sus conocimientos musicales y profundizó sus estudios artísticos en la Corte. Félix permaneció en Europa durante ocho años, donde, junto a sus hermanos, contribuyó al sustento del músico brasileño Alberto Nepomuceno.
Es probable que el pintor pasara por París y estudiara en academias privadas, entre ellas las de Gustav Moreau, Gabriel Ferrier y William Bouguereau. Sin embargo, por elementos como las raíces italianas de la familia, la influencia de los hermanos, además de la preferencia de la Academia de Bellas Artes de Río de Janeiro por la enseñanza del italiano, es más viable que Félix pasara el mayor tiempo de su viaje en Italia.
En 1895, Bernardelli abandonó Europa y partió hacia Guadalajara por segunda vez. En ese momento, la ciudad era considerada la segunda más grande de México, sin embargo, era uno de los lugares considerados aislados del contexto artístico/sociocultural del país.

#### Guadalajara
La última década del siglo XIX fue problemática para la vida artística en Guadalajara, ya que no existía una institución formal dedicada a las artes visuales. Los primeros años de la década de 1890 bastaron para cerrar la Escuela de Dibujo y Bellas Artes, ambas pertenecientes, hasta entonces, al Instituto de Ciencias, por falta de recursos económicos. Por otro lado, la Academia San Carlos de la Ciudad de México fue uno de los principales elementos que contribuyeron a la concentración de la escena artística en la capital.
La crisis estimuló a los artistas locales a expresarse y exigir academias y escuelas de pintura a los gobernadores estatales. Además, la sociedad artística reclamó, en el período, al gobernador Luis del Carmen Curiel hizo la promesa de fundar la academia de artes plásticas "Atenas Mexicana".
En 1896, el pintor Felipe S. Gutiérrez organizó una exposición con más de cien cuadros, de artistas como Felipe Castro, Carlos Villaseñor, Roberto López Portillo y Rojas, y el Dr. Atl. Pero la falta de asistentes para la preparación de la exposición resultó en desgracias y en la espera de un público menos indiferente frente a las artes.

#### Influencia
Como sus padres, Bernardelli se infiltró en el estrato conservador e intelectual de la ciudad de Guadalajara, a través de la participación en conciertos y exposiciones en la ciudad. Además, el pintor participó en el Club de Artistas “Gerardo Suárez”, que generalmente se realizaba los sábados por la noche en el Ateneo Jalisciense en el aula más grande de la institución. Entre los participantes de estos encuentros se encontraban Jorge Enciso -quien también fue alumno suyo en el taller- y Rafael Ponce de León y el propio Bernardelli que trabajaron con algunos miembros del club para recoger una colección de pinturas en la capilla central del hospicio cabañas de Guadalajara con un acervo de reliquias, libros y alfarería.
Con el deseo de integrarse en el estrato intelectual de la sociedad y de formar una neutralidad intelectual y cultural en el país, el pintor se proyecta - a través de los medios - como alguien que sigue el estilo europeo. En los anuncios, su descripción era "Profesor en las Academias de París y Roma". En la red de contactos estaban el poeta Juan José Tablada, el pintor Antonio Fabrés, el arquitecto Adamo Boari y el periodista Manuel Caballero.
La influencia de Bernardelli se pudo ver en los medios locales luego de la instalación de su taller, que sucedió luego de su instalación en la ciudad, un periodista emitió la siguiente nota: “muchos de nosotros hemos escuchado la guitarra magistralmente sorprendidos, pero lo que pocos sabemos es que el mismo músico admirable es un pintor de gran talento, enamorado de su arte y que guarda en su casa productos de verdaderas joyas de su pincel”.
Las descripciones del periodista de las obras de Bernardelli fueron el único registro que queda de algunas de las pinturas del artista. En 1905, el taller se quemó y provocó la pérdida de gran parte de su colección. Fue durante este mismo período que el artista expandió su obra ar resto de México y Estados Unidos. En 1896, Bernardelli y el pianista Enrique Morelos se trasladaron a Nueva York,donde Félix realizó una exposición, con sus obras pintadas en Roma, París y México.

### Taller

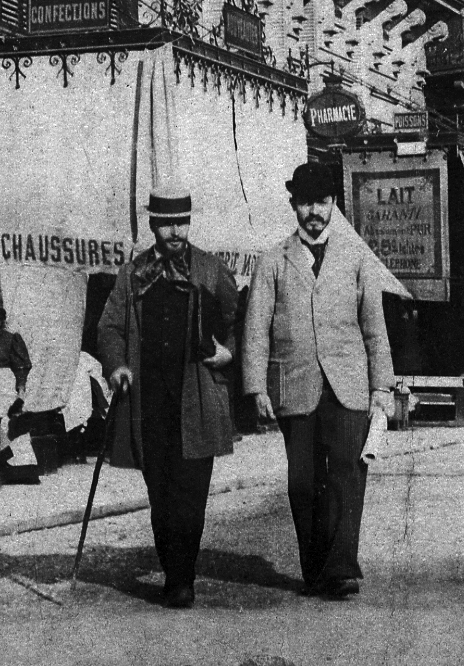
Félix Bernardelli y Eliseu Visconti en París - c.1893

#### Pintura
Dedicado a la educación de señoras y señores, Bernardelli abrió su taller en la calle del Carmen nº 54, que seguía el estilo de las academias europeas libres a las que asistía, sin ánimo de enseñar a pintores especializados. En los talleres, el pintor enseñó el manejo de la pintura al óleo, acuarela y gouache, así como técnicas, a través de actividades como la elaboración de flores y paisajes en seda, porcelana, marfil y terracota. La tendencia impresionista y la concepción antiacadémica también se impuso en sus ministerios, en los que las producciones pasaron del conservadurismo plástico que imperaba en las instituciones y en el mercado tradicional.
Ante este choque con la hegemonía de la época, la escuela de Bernardelli impuso la modernidad en México, ante Antonio Fabrés que lo hizo en 1903 en la Academia de San Carlos, ubicada en la capital. Además de ser un precursor, el artista tenía la costumbre de motivar a sus alumnos a viajar a Europa y a la propia Ciudad de México para conocer otras artes. Paralelamente, Bernardelli contribuyó al movimiento muralista mexicano, en el que sus alumnos, el Dr. Atl, Roberto Montenegro y Jorge Enciso, fueron pioneros.
Los incentivos de Bernardelli para que sus alumnos conocieran otras instituciones educativas se documentaron a través de cartas. En uno de los episodios, el alumno Ponce de León envió una carta al profesor diciéndole que el director de pintura de la Academia de San Carlos, Antonio Fabrés, le dio la bienvenida “pero cuando escuchó que usted me envió, me abrazó”.
Animar a los alumnos a viajar confirma la visión del artista del mundo en el que estaba inmerso, sin raíces profundas. Bernardelli creía que sus discípulos debían seguir y potenciar su carrera fuera de Guadalajara, aunque conocía la importancia de su taller allí. Sin embargo, el propio pintor permaneció en la periferia del país enfrentando un dilema: incentivar a sus alumnos a ingresar al sistema imperante por el precio de disminuir sus posibilidades de llegar a los centros urbanos.
En el diario de la esposa de Bernardelli, Concepción Sánchez Aldana, también puede haber otro motivo que mantuvo al pintor en Guadalajara. En los escritos, Bernardelli consideró mudarse a la Ciudad de México poco antes de la boda que tuvo lugar en 1899 e incluso permaneció unos meses en la capital. Entre las teorías de su esposa está que la experiencia en la Academia de San Carlos no fue lo suficientemente atractiva para que su esposo se quedara allí. Es posible que solo en Guadalajara, Bernardelli tuviera libertad en los diversos campos en los que trabajaba, ya que estaba lejos de las tradicionales instituciones metropolitanas.
Luego de este regreso a Guadalajara, Bernardelli decidió compaginar los logros de la academia con la elaboración de la pintura mural como una fuente de ingresos más garantizada y estable. La decisión tuvo una fuerte influencia de los hermanos que se encontraban en Brasil, ya que Henrique, desde la década de 1890, recibió importantes demandas para pintar paredes de edificios públicos, entre las pinturas se encuentran la del Teatro Municipal y la Biblioteca Nacional, ambas ubicadas en ciudad de Río de Janeiro. Entre los encargos de Félix estaba la decoración del interior de las casas, las fachadas e incluso la cúpula de la Iglesia de la Soledad.

### Técnicas
En el taller de Félix Bernardelli se pudo aprender a realizar dibujos escultóricos, desnudos, acuarelas y pinturas al aire libre, lo que dotó a la academia de un aspecto diversificado. Y el reflejo de esto se puede ver en el propio artista que no era experto en una técnica específica.
La flexibilidad para lidiar con métodos plurales permitió a Bernardelli trabajar con naturalidad en dibujos de muros y paisajes al aire libre, con técnicas que van desde la pintura al óleo, la acuarela -que era desconocida en México hasta la llegada de Félix- lápices en materiales como lienzo, cartón, madera o papel. Lo natural también estuvo presente en los desnudos realizados por el artista, en los que se representaron poses más ligeras, además de una producción de dibujos sobre los cuerpos más original y menos estereotipada.
La diversidad utilizada para construir el arte se extendió a sus alumnos y luego narrada cronológicamente por la exposición “Félix Bernardelli y su taller”, que tuvo lugar en 1996 en el Museo de San Carlos. La exposición, además de mostrar las producciones del pintor, también dio espacio al taller de sus alumnos.
Los temas exóticos, ibéricos y musulmanes también fueron introducidos por el pintor a finales del siglo XIX.

#### Música
Bernardelli también fundó un cuarteto de cuerdas en Guadalajara. Además de numerosas actuaciones con los conjuntos, Bernardelli también dirigió algunas veces la orquesta de la ciudad y abrió, junto a José Rolón, en 1907, una academia de música en la calle Santuário. El taller contó con 104 estudiantes inscritos. El lugar enseñó solfeo, canto, coro, composición, piano, instrumentos de cuerda, además de órgano.
En mayo de 1895, en sociedad con Enrique Morelos, Félix presentó un ciclo de conciertos sin ánimo de lucro con la participación de los músicos Miguel Solano, Rubén Castillo, Luis de la Torre y Antonio Hernández.

### Fallecimiento
El 18 de mayo de 1908, tras regresar de un viaje, en el que pasó unos días con su madre en la finca de su cuñado, cerca de Guadalajara, Félix Bernardelli falleció a los 46 años de edad a causa de una infección bacteriana llamada Erispela.

## Premios

### Premios otorgados por la Academia Imperial de las Artes de Brasil
- 1876 - Río de Janeiro: Medalla de plata en diseño y ornamentos de figuras.[3]
- 1877 - Río de Janeiro: Medalla de oro en diseño figurativo.
- 1878 - Río de Janeiro: Medalla de plata con diseño de adornos y figuras.
- 1880 - Río de Janeiro: Medalla de oro en arquitectura.
- 1882 - Río de Janeiro: Medalla de plata en pintura histórica.
- 1883 - Río de Janeiro: Medalla de plata en modelo vivo.
- 1894: 1ª Exposición General de Bellas Artes por la obra "¿Pasará?".

En "¿Pasará?" Bernardelli narra una escena en la que una niña de mejillas rosadas deja de barrer la casa, para sentarse en una silla que está colocada frente a una ventana. Ella está esperando al amado. La obra se articula mediante un juego de luz y oscuridad, en el que el personaje es el mayor punto de luz de la obra, y el resto de la sala, probablemente una habitación, está dominada por la penumbra. Las líneas de "¿Pasará?" están poco delineados.

## Galería de obras
Su obras ¿Pasará?, Recibió la medalla de oro de tercera clase en la Exposición General de Bellas Artes de 1894.

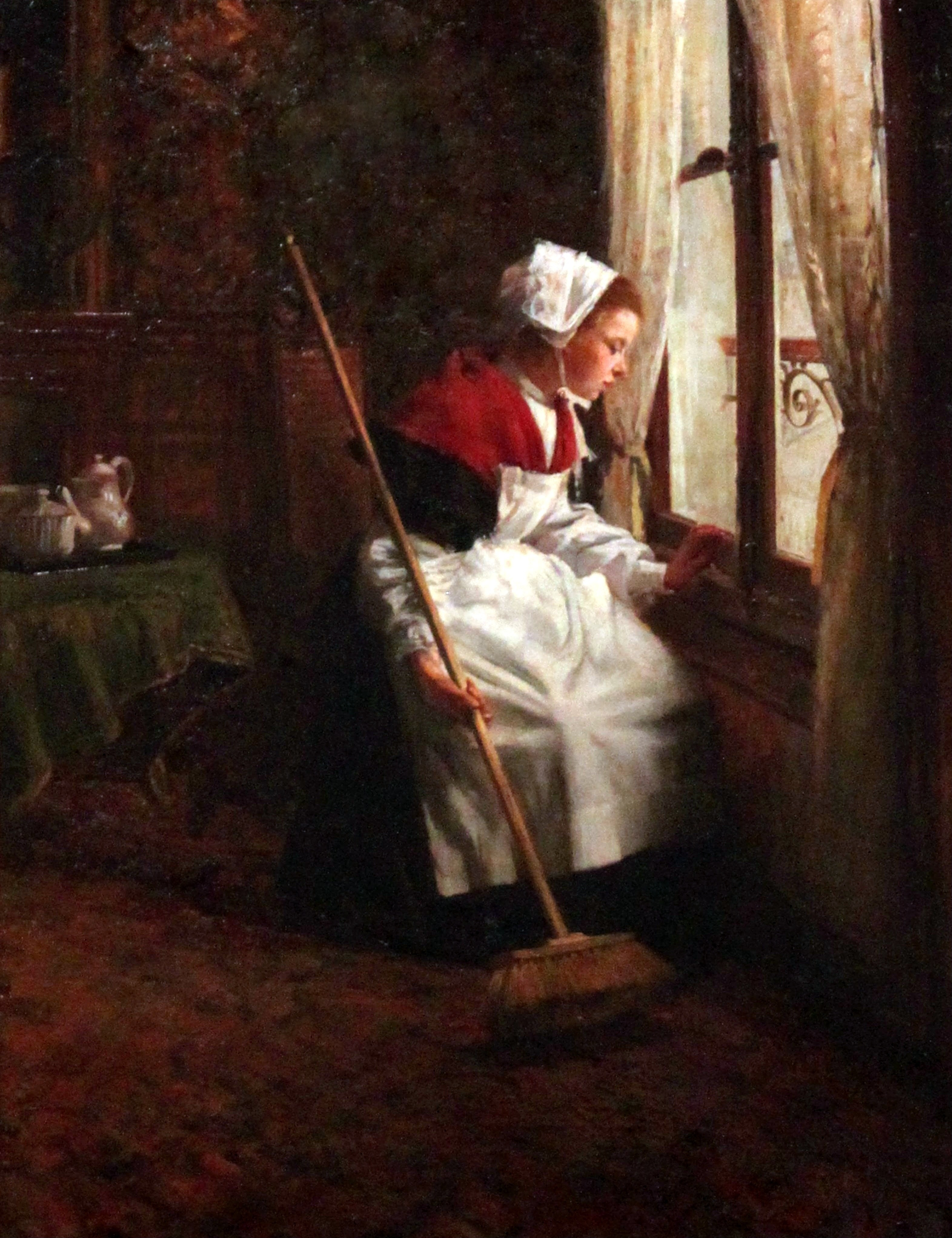
¿Pasará?
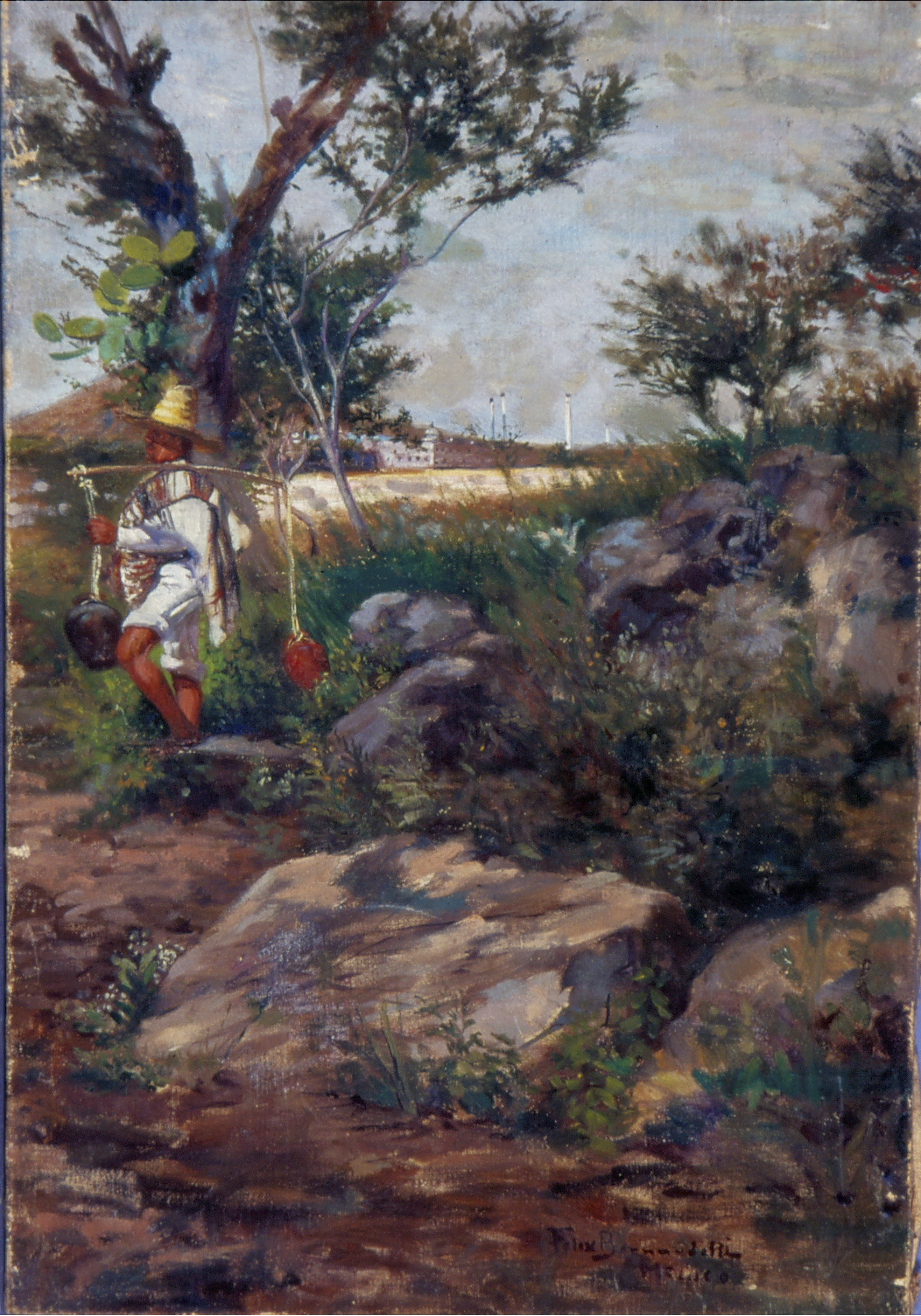
Alrededores de Guadalajara - México
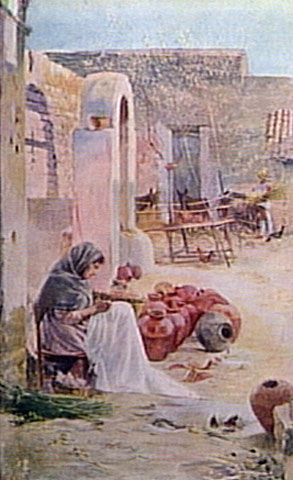
Disfraces Mexicanos
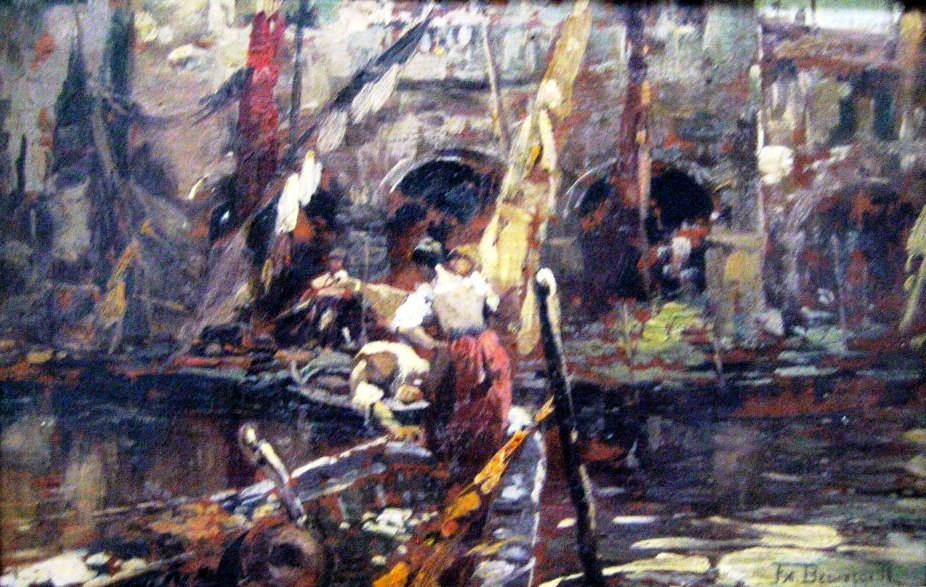
Chioggia
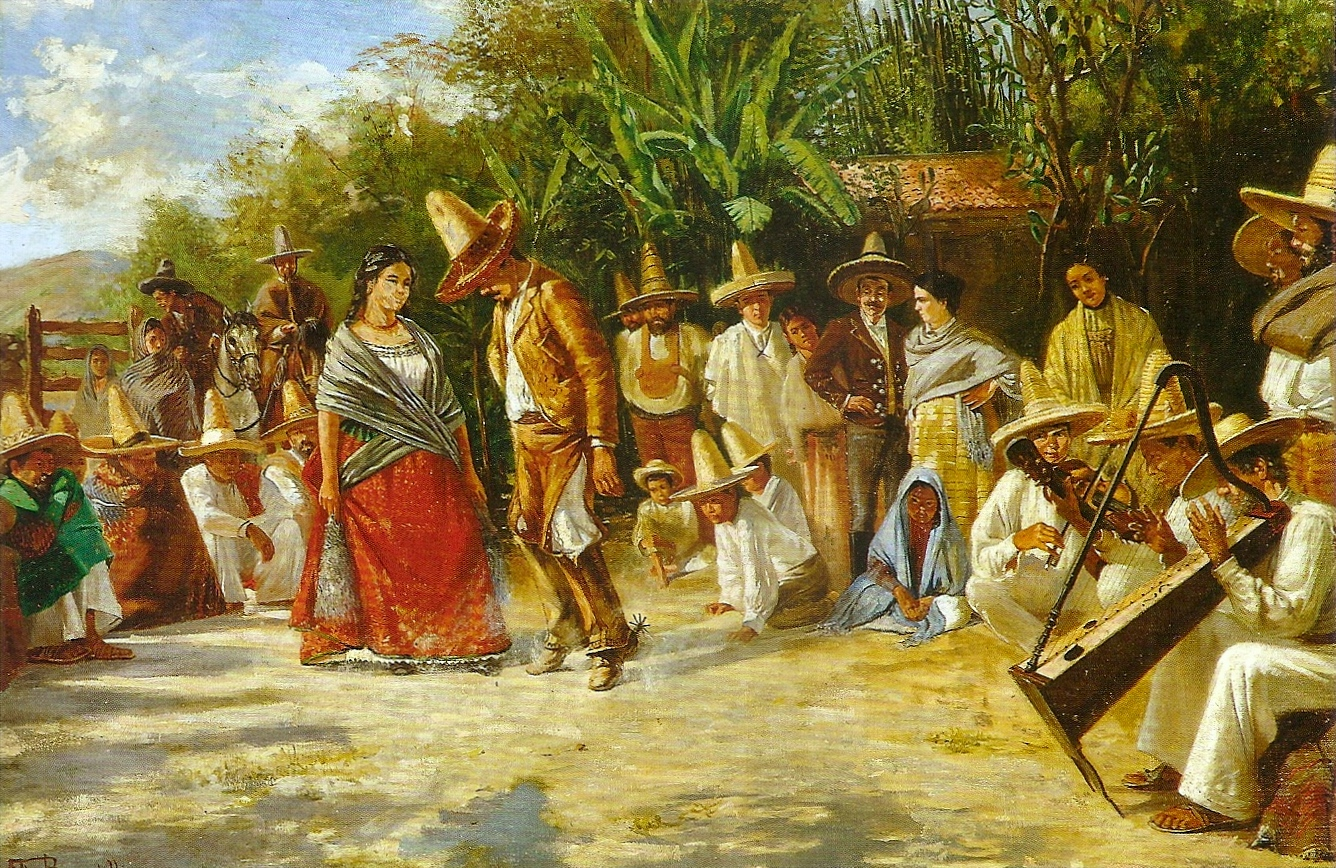
Danza mexicana
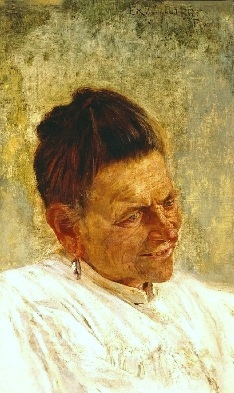
Cabeza vieja
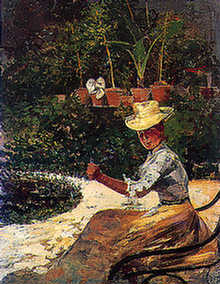
Figura en el jardín